# Martino Gamper

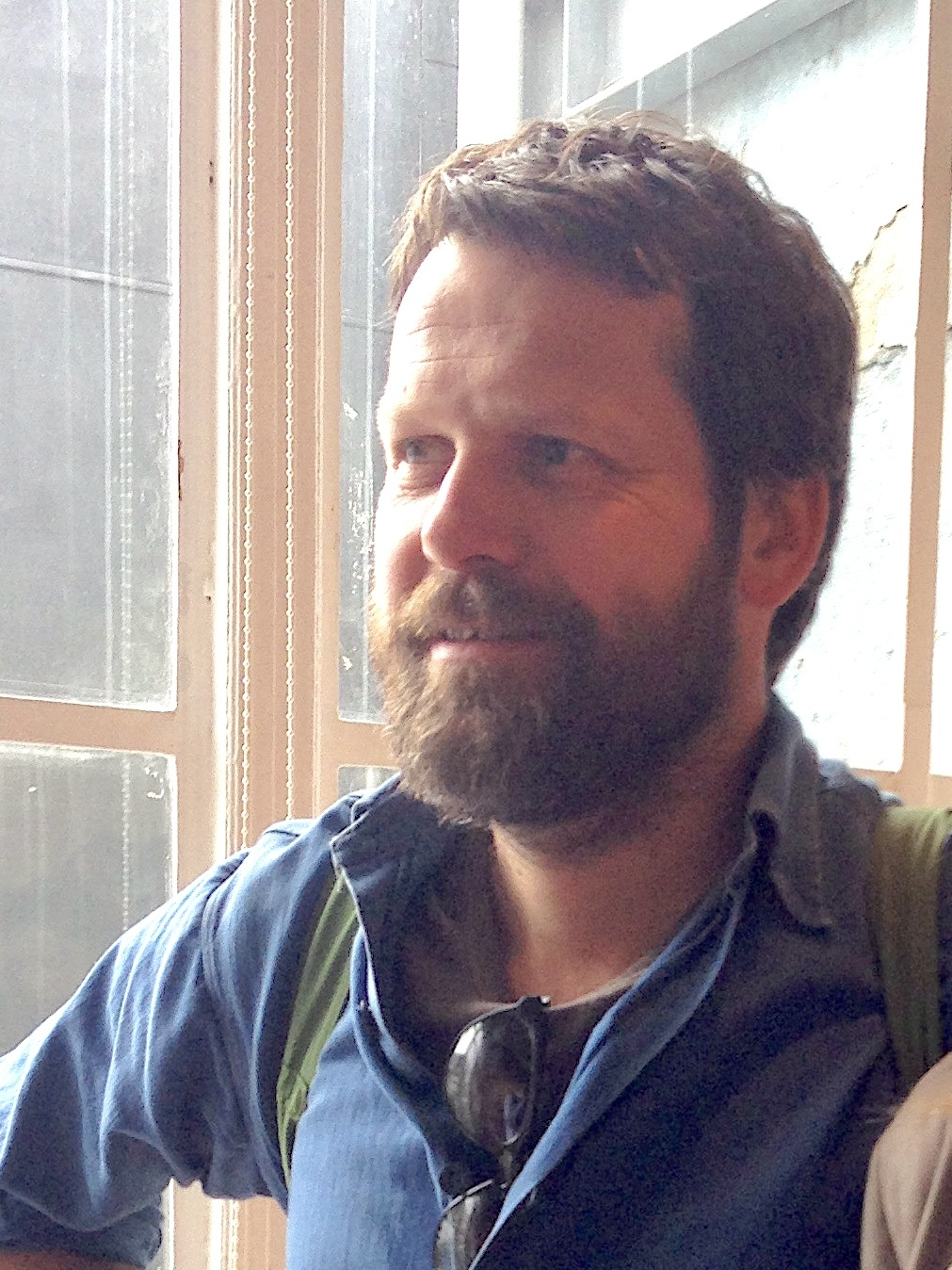
Martino Gamper, 2014

Martino Gamper (* 1971 in Meran) ist ein italienischer Designer, der seit 1998 in London lebt und arbeitet.

## Leben
Gamper absolvierte eine Tischlerlehre und studierte anschließend in Wien, wo er an der Akademie der bildenden Künste Wien seinen Abschluss machte. Anschließend arbeitete er für kurze Zeit in Mailand und ging anschließend nach London. Er arbeitete für die britische Möbelfirma Ercol.
2007 wurde Gamper international bekannt durch sein 2005 begonnenes Projekt 100 Chairs in 100 Days and its 100 Ways. Hierbei verwandte er 100 auf den Sperrmüll geworfene Sitzmöbel und baute sie in neuen Kombinationen zusammen. Das Projekt wurde zuerst in London gezeigt, ging dann zur Triennale in Mailand des Jahres 2009 und wurde schließlich Ende 2010 im Yerba Buena Center for the Arts in San Francisco, Kalifornien ausgestellt. 2011 gestaltete er im Museion in Bozen den öffentlichen Bereich Passage, der von den Bewohnern der Stadt und Besuchern auch für private Zwecke genutzt werden kann und abends bis 22 Uhr geöffnet ist.
Gamper ist Tutor am Royal College of Art in London.

## Ausstellungen
- 2007: 100 Chairs in 100 Days and its 100 Ways, London, danach Mailand und San Francisco.
- 2009: Autoprogettazione Revisited: Easy-to-Assemble Furniture, Architectural Association School of Architecture, London.
- 2009: Super Contemporary, Design Museum London.
- 2014/2015: Design is a State of Mind, Serpentine Sackler Gallery, London, danach Museion, Bozen, Südtirol und Pinacoteca Giovanni e Marella Agnelli, Turin.

## Veröffentlichungen
- Åbäke (Hrsg.): 100 Chairs in 100 Days and its 100 Ways. Dent-De-Leone, London 2007, ISBN 978-0-9557098-1-4.
- Martino Gamper: Design is a State of Mind. König, Köln 2014, ISBN 978-3-86335-541-8.